# Trường học Uy Long I
Trường học Uy Long I (giản thể: 逃学威龙; phồn thể: 逃學威龍, tựa tiếng Anh: Fight Back to School) là một bộ phim hài hước - hành động Hồng Kông của đạo diễn Trần Gia Thượng và diễn viên Châu Tinh Trì, được sản xuất vào năm 1991. Tiếp sau sự thành công của bộ phim này đã tạo tiền đề cho sự thành công của các phần tiếp theo là Trường học Uy Long II và Trường học Uy Long III.

## Nội dung
Châu Tinh Tinh là một cảnh sát của lực lượng Cảnh sát Hoàng gia Hồng Kông nhưng sắp bị sa thải. Sếp của anh giao cho anh một nhiệm vụ, xem như là cơ hội cho anh thể hiện bản thân. Tinh Tinh phải đóng giả học sinh để xâm nhập vào trường Đại học Edinburgh, tìm lại khẩu súng ru-lô bị mất trộm của ông sếp.
Ngày đầu đến trường, Tinh Tinh đã gây sự chú ý với nhiều học sinh khác, anh cũng tìm được cho mình những người bạn tốt. Chú Đạt - một người cộng sự lớn tuổi cũng được phía cảnh sát cài vào trường để hỗ trợ Tinh Tinh. Hai người đành đóng giả hai cha con và phải giữ bí mật họ là cảnh sát. Trong thời gian ở ngôi trường này, Tinh Tinh đem lòng yêu cô giáo Hồ, mặc dù cô ta đã có bạn trai là một thanh tra cảnh sát.
Bọn tội phạm thực sự đang giữ khẩu súng ru-lô của ông sếp, và sắp tới bọn chúng sẽ bán số lượng lớn vũ khí cho một nhóm người Tây phương. Trong một lần đánh nhau với bọn côn đồ, cả Tinh Tinh và chú Đạt đều bị lộ thân phận trước mặt cô Hồ. Hai người sau đó tìm ra nơi giao dịch của bọn tội phạm, phát hiện trên chiếc xe tải có chứa nhiều súng. Tinh Tinh liền lái xe tải chạy đi mất, vô tình bỏ quên chú Đạt ở lại phía sau. Bọn tội phạm đe dọa sẽ giết chú Đạt nếu Tinh Tinh không trả lại số vũ khí cho chúng.
Tinh Tinh đành lái xe tải quay lại nơi giao dịch của bọn tội phạm, nhưng khi những tên khách hàng người Tây vào xem hàng, anh đã cho nổ tung chiếc xe tải. Bọn tội phạm sau đó truy đuổi Tinh Tinh và chú Đạt vào tận trường học. Các học sinh muốn giúp đỡ Tinh Tinh đánh bại bọn tội phạm, nhưng sau cùng lại bị bắt làm con tin. Trong cuộc giao chiến này cũng có sự xuất hiện của ông sếp của Tinh Tinh. Bọn tội phạm lần lượt bị tiêu diệt, chỉ còn lại tên cầm đầu bắt cô Hồ làm con tin, tuy nhiên Tinh Tinh đã hạ gục hắn. Nhiệm vụ đã hoàn thành, khẩu súng của ông sếp đã được tìm thấy, Tinh Tinh nói lời tạm biệt cô giáo Hồ và các học sinh để quay lại lực lượng cảnh sát.

## Diễn viên
- Châu Tinh Trì vai Châu Tinh Tinh
- Ngô Mạnh Đạt vai Chú Đạt
- Trương Mẫn vai Cô giáo Hồ
- Hoàng Bỉnh Diệu vai Ông sếp
- Trương Diệu Dương vai Teddy Big
- Hoàng Tử Dương vai Thanh tra Hoàng
- Uyển Quỳnh Đan vai Cô Lương